# Máltai labdarúgó-bajnokság (első osztály)
A máltai labdarúgó-bajnokság első osztálya (máltai nyelven: Premier League Malti, de ismert még Il-Kampjonat, Il-Lig, illetve Il-Premjer elnevezéssel is, szponzorált nevén: BOV Premier League) a legmagasabb szintű, évenként megrendezett labdarúgó-bajnokság Máltán. A pontvadászatot a Máltai labdarúgó-szövetség 1909 óta írja ki és bonyolítja le.
A jelenlegi címvédő a Valletta FC.

## A bajnokság rendszere
A pontvadászat 10 csapat részvételével őszi-tavaszi lebonyolításban zajlik és két fő részből áll: egy alapszakaszból és egy helyosztó rájátszásból. Az alapszakasz során a csapatok körmérkőzéses rendszerben mérkőznek meg egymással, minden csapat minden csapattal kétszer játszik.
Az alapszakasz végső sorrendjét az alábbi szempontok szerint határozzák meg:
1. a bajnokságban szerzett pontok összege;
2. a bajnoki mérkőzések gólkülönbsége;
3. a bajnoki mérkőzéseken szerzett gólok száma;

Az alapszakasz sorrendjének megfelelően a mezőnyt két részre bontják. Az 1–6. helyezettek kerülnek a bajnoki címért folyó felsőházi, a 7–10. helyezettek pedig az élvonalbeli tagság megőrzéséről döntő alsóházi rájátszásba. A csapatok a helyosztó csoportokba minden alapszakaszbeli eredményüket magukkal viszik, azonban szerzett pontszámaikat megfelezik. 
A helyosztó csoportokban során újfent körmérkőzéses, oda-visszavágós rendszerben mérkőznek meg a csapatok egymással. A bajnokság végső sorrendjét az alapszakaszbeli szempontok szerint határozzák meg.
A felsőházi rájátszás győztese a máltai bajnok, az alsóházi rájátszás utolsó két helyezettje kiesik a másodosztályba.
2011. január 13-án a Máltai labdarúgó-szövetség bejelentette, hogy 10-ről 12 csapatosra bővíti az élvonal létszámát, így csak az alsóházi rájátszás utolsó helyezettje esik ki a másodosztályba.

## Bajnokcsapatok (1910–2020)
A lista az eddigi bajnokcsapatokat mutatja.
| - 1909–10: Floriana FC - 1910–11: Nem rendezték meg - 1911–12: Floriana FC - 1912–13: Floriana FC - 1913–14: Ħamrun Spartans - 1914–15: Valletta United - 1915–16: Nem rendezték meg - 1916–17: St. George’s - 1917–18: Ħamrun Spartans - 1918–19: King’s Own Malta Regiment - 1919–20: Sliema Wanderers - 1920–21: Floriana FC - 1921–22: Floriana FC - 1922–23: Sliema Wanderers - 1923–24: Sliema Wanderers - 1924–25: Floriana FC - 1925–26: Sliema Wanderers - 1926–27: Floriana FC - 1927–28: Floriana FC - 1928–29: Floriana FC - 1929–30: Sliema Wanderers - 1930–31: Floriana FC - 1931–32: Valletta United - 1932–33: Sliema Wanderers - 1933–34: Sliema Wanderers - 1934–35: Floriana FC - 1935–36: Sliema Wanderers - 1936–37: Floriana FC - 1937–38: Sliema Wanderers - 1938–39: Sliema Wanderers - 1939–40: Sliema Wanderers - 1940–44: Nem rendezték meg - 1944–45: Valletta FC - 1945–46: Valletta FC - 1946–47: Ħamrun Spartans - 1947–48: Valletta FC - 1948–49: Sliema Wanderers | - 1949–50: Floriana FC - 1950–51: Floriana FC - 1951–52: Floriana FC - 1952–53: Floriana FC - 1953–54: Sliema Wanderers - 1954–55: Floriana FC - 1955–56: Sliema Wanderers - 1956–57: Sliema Wanderers - 1957–58: Floriana FC - 1958–59: Valletta FC - 1959–60: Valletta FC - 1960–61: Hibernians - 1961–62: Floriana FC - 1962–63: Valletta FC - 1963–64: Sliema Wanderers - 1964–65: Sliema Wanderers - 1965–66: Sliema Wanderers - 1966–67: Hibernians - 1967–68: Floriana FC - 1968–69: Hibernians - 1969–70: Floriana FC - 1970–71: Sliema Wanderers - 1971–72: Sliema Wanderers - 1972–73: Floriana FC - 1973–74: Valletta FC - 1974–75: Floriana FC - 1975–76: Sliema Wanderers - 1976–77: Floriana FC - 1977–78: Valletta FC - 1978–79: Hibernians - 1979–80: Valletta FC - 1980–81: Hibernians - 1981–82: Hibernians - 1982–83: Ħamrun Spartans - 1983–84: Valletta FC - 1984–85: Rabat Ajax - 1985–86: Rabat Ajax | - 1986–87: Ħamrun Spartans - 1987–88: Ħamrun Spartans - 1988–89: Sliema Wanderers - 1989–90: Valletta FC - 1990–91: Ħamrun Spartans - 1991–92: Valletta FC - 1992–93: Floriana FC - 1993–94: Hibernians - 1994–95: Hibernians - 1995–96: Sliema Wanderers - 1996–97: Valletta FC - 1997–98: Valletta FC - 1998–99: Valletta FC - 1999–00: Birkirkara FC - 2000–01: Valletta FC - 2001–02: Hibernians - 2002–03: Sliema Wanderers - 2003–04: Sliema Wanderers - 2004–05: Sliema Wanderers - 2005–06: Birkirkara FC - 2006–07: Marsaxlokk FC - 2007–08: Valletta FC - 2008–09: Hibernians - 2009–10: Birkirkara FC - 2010–11: Valletta FC - 2011–12: Valletta FC - 2012–13: Birkirkara FC - 2013–14: Valletta FC - 2014–15: Hibernians FC - 2015–16: Valletta FC - 2016–17: Hibernians FC - 2017–18: Valletta FC - 2018–19: Valletta FC - 2019-20: Floriana FC |  |

### Örökmérleg
| Klub                          | Győztes | 2.helyezés | Szezonok |
| ----------------------------- | ------- | ---------- | --- |
| Sliema Wanderers              | 26      | 29         | 1919–20, 1922–23, 1923–24, 1925–26, 1929–30, 1932–33, 1933–34, 1935–36, 1937–38, 1938–39, 1939–40, 1948–49, 1953–54, 1955–56, 1956–57, 1963–64, 1964–65, 1965–66, 1970–71, 1971–72, 1975–76, 1988–89, 1995–96, 2002–03, 2003–04, 2004–05 |
| Floriana                      | 26      | 12         | 1909–10, 1911–12, 1912–13, 1920–21, 1921–22, 1924–25, 1926–27, 1927–28, 1928–29, 1930–31, 1934–35, 1936–37, 1949–50, 1950–51, 1951–52, 1952–53, 1954–55, 1957–58, 1961–62, 1967–68, 1969–70, 1972–73, 1974–75, 1976–77, 1992–93, 2019–20 |
| Valletta                      | 25      | 18         | 1914–15, 1931–32, 1944–45, 1945–46, 1947–48, 1958–59, 1959–60, 1962–63, 1973–74, 1977–78, 1979–80, 1983–84, 1989–90, 1991–92, 1996–97, 1997–98, 1998–99, 2000–01, 2007–08, 2010–11, 2011–12, 2013–14, 2015–16, 2017–18, 2018–19          |
| Hibernians                    | 12      | 13         | 1960–61, 1966–67, 1968–69, 1978–79, 1980–81, 1981–82, 1993–94, 1994–95, 2001–02, 2008–09, 2014–15, 2016–17 |
| Ħamrun Spartans               | 7       | 11         | 1913–14, 1917–18, 1946–47, 1982–83, 1986–87, 1987–88, 1990–91 |
| Birkirkara                    | 4       | 8          | 1999–2000, 2005–06, 2009–10, 2012–13 |
| Rabat Ajax                    | 2       | 1          | 1984–85, 1985–86 |
| St. George's                  | 1       | 4          | 1916–17 |
| Marsaxlokk                    | 1       | 1          | 2006–07 |
| The King's Own Malta Regiment | 1       | 0          | 1918–19 |

## Jelentős külföldi játékosok
A félkövérrel jelölt játékosok szerepeltek hazájuk felnőtt válogatott keretében labdarúgó-világbajnokságon.
| - Fatos Daja - Carl Saunders - Chris Bart-Williams - Francis Jeffers - George Lawrence - Jimmy McCormick - Jimmy Rimmer - Peter Barnes - Simon Johnson - Tony Morley - Vata Matanu Garcia - Jason Vandelannoite - Florent Raimy - Sidoine Oussou - Ivan Vasilev - Mitko Trendafilov - Denni Rocha dos Santos - Edison Luiz dos Santos - Jorge Pereira da Silva - Kerlon - Ousseni Zongo | - Saïdou Panandétiguiri - Zdeněk Svoboda - Diosdado Mbele - Rui Da Gracia - Paddy Sloan - Michael Ghebru - Aziz Corr Nyang - Hamza Barry - Matthew Mendy - Ousman Koli - Irakli Maisuradze - André Krul - Geert den Ouden - Rocky Siberie - Sendley Sidney Bito - Zijad Švrakić - Njongo Priso - Yannick Bolasie - Marcelin Tamboulas - Andrzej Bledzewski - Oļegs Malašenoks | - Donatas Vencevičius - Darko Krsteski - Bédl János - Kecskés Zsolt - Szentpéteri Viktor - Heiner Backhaus - Augustine Eguavoen - Haruna Babangida - Haruna Doda - Minabo Asechemie - Murphy Akanji - Ndubisi Chukunyere - Andrea Pisanu - Angelo Paradiso - Claudio Pani - Cristiano Bergodi - Fabio Vignaroli - Fabrizio Miccoli - Massimo Beghetto - Mauro Di Lello - Roberto Policano | - Samuele Dalla Bona - Igor Povalyayev - Zeferino Paulo Borges - Adrian Popescu - Ian McParland - Malcolm Robertson - Richie Hart - Stuart Duff - Juan Quero - Demba Touré - Aleksandar Čanović - Vito Plut - Tony Warner - Abdelkarim Nafti - Christian Callejas - Kris Bright - Paul Maddy |

## A bajnokság helyezése az UEFA-rangsorban
A bajnokság helyezése 2019-ben az UEFA rangsorában. (Dőlt betűvel az előző szezonbeli helyezés, zárójelben az UEFA-együttható).
| Helyezés | Szövetség    | Koefficiens |
| -------- | ------------ | ----------- |
| 43       | Luxembourg   | 5.625       |
| 44       | Örményország | 5.250       |
| 45       | Málta        | 5.250       |
| 46       | Észtország   | 5.000       |
| 47       | Grúzia       | 4.750       |

## Külső hivatkozások
- A bajnokság hivatalos weboldala (angol nyelven). [2008. május 9-i dátummal az eredetiből archiválva]. (Hozzáférés: 2010. június 12.)